# Leitungsvermittlung
Die Leitungsvermittlung (auch Durchschaltevermittlung, engl. circuit switching, line switching) in der Telekommunikation ist eine Vermittlungstechnik, bei der einer Nachrichtenverbindung zeitweilig ein durchgeschalteter Übertragungskanal mit konstanter Bandbreite zugeordnet wird, der dieser Verbindung dann zur exklusiven Nutzung zur Verfügung steht, auch wenn keine Informationen übertragen werden.
Das wohl bekannteste Netz, das Verbindungen mit Leitungsvermittlung herstellt, ist das klassische Telefonnetz.
Die Verbindung wird im Regelfall aufgrund der von der rufenden Endstelle eingegebenen Zielinformation aufgebaut, bevor der eigentliche Nachrichtenaustausch beginnen kann. Nach Beenden des Nachrichtenaustausches wird die Verbindung wieder abgebaut. Auf- und Abbau der Nachrichtenverbindungen werden von den Vermittlungsstellen gesteuert. Sie tauschen zu diesem Zweck mit den Endstellen bzw. untereinander Steuerinformationen aus, was als Zeichengabe oder Signalisierung bezeichnet wird. Mit Hilfe dieser Steuerinformationen werden die Wegesuche, Verkehrslenkung und Koppelfeld-Durchschaltung durchgeführt.
Da die Vermittlungsstellen alle nötigen Informationen während des Verbindungsaufbaus erfahren, müssen die Nachrichten bei aufgebauter Verbindung auf den Zwischenstationen nicht zwischengespeichert (engl. store and forward) werden und keine zusätzlichen Zielinformationen enthalten. Die Leitungsvermittlung hat den Vorteil, dass Dienstgüten im Hinblick auf die Übertragungsgeschwindigkeit jederzeit eingehalten werden können und die Signallaufzeiten konstant sind; zwischen Sender und Empfänger treten also nur Verzögerungen bekannter und konstanter Laufzeit auf. Allerdings ist der Verbindungsaufbau zeitintensiv, Kommunikationsbeziehungen mit mehreren Partnern bedürfen eines wiederholten Aufbaus, und beide Teilnehmer müssen mit gleicher Kapazität senden und empfangen. 
Eine virtuelle Verbindung (engl. virtual circuit) kann auf Paketvermittlung und der Emulation einer Leitungsvermittlung basieren. Dabei wird eine Verbindung aufgebaut und die Pakete in der richtigen Reihenfolge übertragen.
Aufwändigere Mechanismen als die Leitungsvermittlung benutzen die Paketvermittlung, bei der ein Übertragungskanal nicht exklusiv für eine Nachrichtenverbindung, sondern für mehrere Verbindungen gleichzeitig benutzt wird. Eine Kombination von Leitungs- und Paketvermittlung benutzten frühe Paketnetze wie z. B. Datex-P.